# Liste de films tournés à Mayotte
Un certain nombre d'œuvres cinématographiques et télévisuelles ont été tournées à Mayotte.
Voici une liste à compléter de films, téléfilms, feuilletons télévisés, films documentaires... tournés à Mayotte, classés par commune, lieu de tournage et date de diffusion.

## Liste

### Films
- Tropique de la violence, film de Manuel Schapira sorti en 2022, inspiré du roman homonyme de Nathacha Appanah.

### Téléfilms
- Paradis amers, téléfilm de Christian Faure, réalisé en 2012 et diffusé en 2014, scénario de Sandro Agénor[1].

### Documentaires
- La problématique de l'eau à Mayotte, réalisé par l'Association réunionnaise de réalisations audio visuelles (ARRAV), Saint-Gilles les Bains (La Réunion), 1995, 26 min (VHS).
- Justice des cadis à Mayotte, réalisé par Jim Damour, Réseau France Outre-mer, 1999, 26 min (VHS).
- Mayotte : m'wendro wa shissiwa (une île en marche), réalisé par Jérémy Blazquez et Philippe De Cet, éd. du Baoboab, Mayotte, 2000, 26 min (VHS).
- L'Océan indien : Mombasa, Zanzibar, Mayotte, Madagascar, Maurice, réalisé par Alain Dayan, Seven 7, 2008, 58 min (DVD).
- Un homme et ses femmes, la polygamie à Mayotte, film documentaire de Rémi Rozié, France Ô et Beta Production, 2009, 52 min.
- Veilleurs du Lagon, film documentaire d'Oliver Dickinson, 2011.
- Vivien Chareyre et Klervi Le Cozic, « Mayotte, quand l’Agriculture Sort de Terre », sur latelelibre.fr, Kwezi TV et LaTéléLibre.fr, 2013, 26 min.
- Mayotte, une île entre deux eaux, réalisé par Anthony Binst, Institut de Recherche pour le Développement, 2013, 52 min (HD)
- « Mayotte : l'île des désillusions », sur France Ô, 23 janvier 2019.

## Pour approfondir